# A rút kiskacsa és Én (televíziós sorozat)
A rút kiskacsa és Én (angolul: The Ugly Duckling and Me!) francia-dán-angol-német-izlandi 3D-animációs sorozat, Martin Skov rendezésében. Magyarországon a Minimax és az M2 sugározza.

## Cselekmény
A Rút Kiskacsa nem képes beilleszkedni a többi baromfi közé, legalábbis nem könnyen. Árvaságából a beképzelt patkány menti, aki viszont kissé lebecsmérli a kacsa képességeit. Miután azonban bebizonyította, hogy képes igazi kacsaként élni, mindenki elfogadta. Minden nap más kérdés áll elé, például hogyan szerezte vissza a Mikulásnak küldött kívánságlistáját vagy hogyan készüljön fel jól egy dolgozatra. Ebben segítségére van élénk fantáziájú apja, segítőkész és megértő barátai, valamint a tanárnő is, akiért a patkány oda van.

## Szereplők
| Szereplő                     | Eredeti hang    | Magyar hang                            | Leírás |
| ---------------------------- | --------------- | -------------------------------------- | ------ |
| Rágó (patkány)               | Morgan C. Jones | Rosta Sándor                           | ?      |
| Ruti (hattyú)                | Justin Gregg    | Penke Bence                            | ?      |
| Daphne (kacsa)               | Hilary Cahill   | Vándor Éva                             | ?      |
| Eszmeralda (kacsa)           | Barbara Bergin  | Bajza Viktória                         | ?      |
| Olga (tyúk)                  | Michelle Read   | F. Nagy Erika                          | ?      |
| Wesley (giliszta)            | Paul Tylak      | Seder Gábor                            | ?      |
| Emi (kacsa)                  | Aoife Murray    | Molnár Ilona                           | ?      |
| Lou (kacsa)                  | Laurann Rabbitt | Kilényi Márk                           | ?      |
| A Három Gonosz Csibe (csibe) | ?               | Adamik Viktória Németh Anna Sági Tímea | ?      |

- További magyar hangok: Kasza Nikolett

## Epizódok
1. Első nap az iskolában
2. Csirke parti
3. A fogyókúra
4. Olga férjhez megy
5. Rágó az iskolapadban
6. A varjak támadása
7. Rágó, a rádiósztár
8. Rágó, a kopasz
9. Ruti lódít
10. Rőt, a nagy, vörös kakas
11. Hipnózis
12. Jimmy, a rokon
13. Két félidő az udvarban
14. Április bolondja
15. A varászgyűrű
16. A titokzatos tücskacsa
17. A nagyon hosszú álom
18. A járvány
19. Az eltűnt tojás
20. Lou, a főnök
21. Mi tenne Rágó?
22. Rengeteg csirke
23. A polgármester szobra
24. Hazárd megye kacsái
25. Veszélyben a Csirkarácsony
26. A mókusok kincse